# Бродвейська вежа

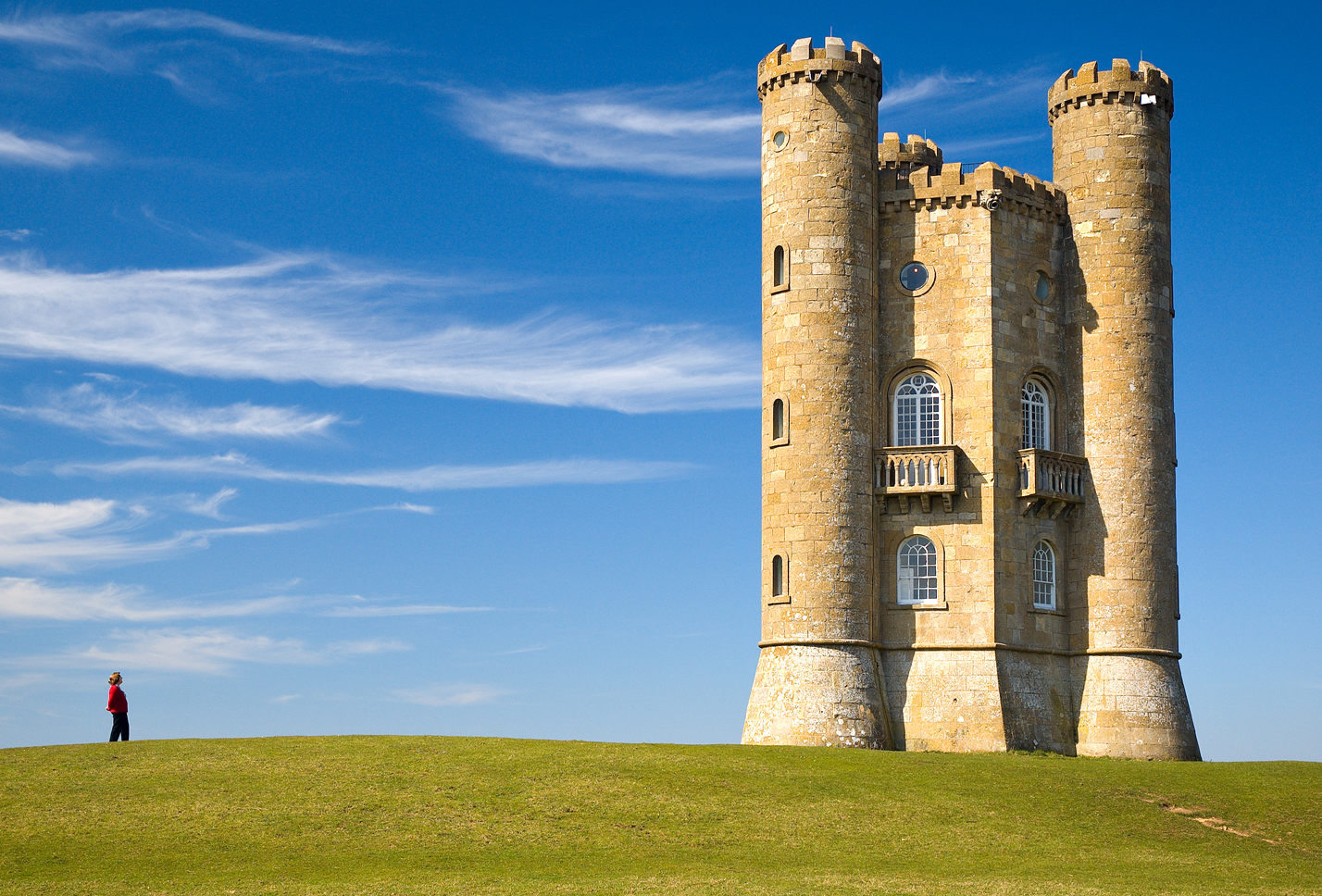
Бродвейська вежа

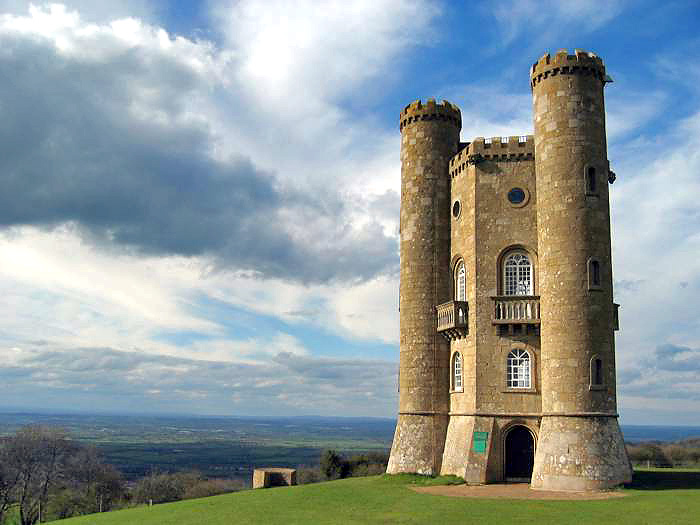
Бродвейська вежа

Бродвейська вежа (англ. Broadway Tower) — будівля, архітектурний каприз, на бродвейському пагорбі (англ. Broadway Hill), поблизу міста Бродвею, в англійському графстві Вустерширі. Основу вежі розміщено на висоті 312 метрів над рівнем моря. Вежа заввишки 17 метрів (55 футів). Стверджено, що в ясну погоду з вершини вежі можна бачити території 13 графств.
Вежу побудовано 1797 року за проєктом архітектора Джеймса Ваєта. У різні роки її використовував під друкарню знаменитий британський антиквар і колекціонер Томас Філліпс (1792—1872), служила місцем відпочинку художнику Вільяму Морісу і місцем роботи археологу Артуру Евансу.